# Wenn du groß bist, lieber Adam
Wenn du groß bist, lieber Adam ist eine deutsche Filmkomödie der DEFA von Egon Günther, die 1965 gedreht wurde. Der Film wurde noch vor der Fertigstellung 1966 verboten und die Tonspur teilweise zerstört. Nach seiner Rekonstruktion erlebte der sogenannte „Kellerfilm“ 1990 seine Premiere.

## Handlung
Adam ist ein gewitzter Junge, der oft allein ist. Die Mutter studiert in Schwedt, während der Vater Sepp Tember in Dresden als Ingenieur in einem Elektro-Betrieb tätig ist. Vor allem der Freund der Familie, Pfarrer Konstantin, fördert Adams Geist durch philosophische Schriften. Eines Tages folgt Adam und Sepp ein Schwan in eine Bahn. Als dieser aus der Bahn befördert werden soll, weil er keine Fahrkarte hat, kauft Adam für ihn ein Ticket. Wenig später rudern Vater und Sohn auf einem Moritzburger Teich, als der Schwan eine Taschenlampe ins Boot wirft. Zu Hause reinigt Adam die Lampe und Sepp lügt mal wieder, dass er viel weniger Zigaretten geraucht hat, als Adam annimmt. Adam leuchtet ihn mit der Lampe an und Sepp schwebt für einige Sekunden in der Luft. An der Haushälterin probieren beide die Lampe ebenfalls aus und wissen bald, dass ihr Licht Lügner zum Schweben bringt – je stärker die Lüge, desto höher schwebt der Lügner.
Sepp plant nun, die Lampe in Serienproduktion zu geben. Das Original sorgt für einiges Chaos, so zerstört es die Liebesbeziehung zwischen den Angestellten Erasmus und Caroline, da Erasmus laut Lampe Caroline nicht liebt. Einige Zeit hat Adam noch Spaß, durch die Stadt zu gehen und wahllos Leute auf der Straße zum Schweben zu bringen. Als die Lampe jedoch in mehreren Exemplaren reproduziert wurde, wird zweierlei deutlich: Niemand hat eine Lampe vorbestellt, also scheint sie nicht gebraucht zu werden oder ist nicht gewollt. Zudem funktionieren auch die nachgefertigten Lampen nicht wie das Original, sondern leuchten nur. Adam ist eine normale Lampe inzwischen lieber als die Lügenlampe geworden. Er tauscht das Original gegen eine Kopie aus, die ihm wiederum von Sepps Chef weggenommen wird, da er darin das Original vermutet. Der Chef zerstört die Lampe. Später erhält der Minister eine gleiche Lampe und stößt diese „versehentlich“ von einer Brücke ins Wasser. Die Lampe trifft einen Schwan und geht unter. Kurz darauf sehen Adam und Sepp ihre Mutter am Elbufer entlang kommen, die für fast zwei Tage die Familie besucht. Gemeinsam gehen sie davon.

## Produktion
Wenn du groß bist, lieber Adam wurde 1965 vor Ort in Dresden und Moritzburg gedreht und befand sich zum Zeitpunkt des 11. Plenums des ZK der SED Ende 1965 in der Endproduktion. Im Anschluss an die Sitzung wurde der noch nicht fertiggestellte Film, wie auch zahlreiche weitere Filme der Jahre 1965 und 1966, verboten. Schon vor dem Verbot waren einige im Drehbuch enthaltene Szenen nicht umgesetzt worden, so eine Szene, in der Adam mit seiner Taschenlampe einem Fahneneid bei der NVA beiwohnt. „Man stelle sich das Bild vor: eine Kompanie von Soldaten erhebt sich in die Luft, weil sie dem Fahneneid innerlich nicht zustimmt“, so Filmwissenschaftler Rolf Richter rückblickend.
Die Hauptverwaltung Film begründete das Verbot Anfang 1966, der Film propagiere eine „undialektische, relativistische Auffassung von der Wahrheit“ und müsse dadurch „die Lauterkeit und Ehrlichkeit unserer Mitmenschen, aber auch führender Kräfte unserer Gesellschaft objektiv offen in Frage stellen.“ Vergeblich versuchte Egon Günther, den Film durch Änderungen der inkriminierten Stellen zu retten.
Der verbotene Film wurde eingelagert, wobei sich Bild- und Tonspur auf separaten Bändern befanden. Als der Film im Herbst 1989 rekonstruiert werden sollte, stellte man fest, dass die kritischsten Dialogstellen aus den Tonbändern entfernt worden waren. Die entsprechenden Tonstellen sind in der rekonstruierten Fassung nach der nun stummen Szene durch Einblendungen des Drehbuchtextes ersetzt worden. Ebenso wurden die Drehbuchstellen ursprünglich vorgesehener, aber nicht verwirklichter Szenen in die rekonstruierte Fassung aufgenommen. Dadurch werden gerade die beanstandeten Teile hervorgehoben. Der rekonstruierte Film erlebte am 18. Oktober 1990 im Berliner Kino Babylon seine Premiere.
Wenn du groß bist, lieber Adam wurde rückblickend als Vorstoß „auf andere Weise und in anderer Richtung“ bezeichnet: Regisseur „Günther bewegt sich auf der Suche nach einer Komödie.“ Andere Kritiker verglichen den Film in Bezug auf moralischen Anspruch, satirischen Witz und Leichtigkeit mit den Kinderbüchern Erich Kästners sowie tschechischen und französischen Komödien.

## Kritik
Die Kritiker schrieben zum Zeitpunkt der Uraufführung 1990: „Kein anderer der 1965/66 eingebunkerten DEFA-Filme ist von solcher Fröhlichkeit wie dieser – eine Haltung, die anzunehmen wir – wir DDR – nicht fähig waren. Und dabei sind Text und Inszenierung von rührender Naivität. […] Günther erzählt […] fröhlich, unbeschwert, mit heiterer Naivität, ein Hauch der neoromantischen Mokka-Milch-Eis-Bar-Poesie, deren Nachwinde auch mir noch in das weit geöffnete pubertierende Herz bliesen.“ „Nie wieder gab es im DEFA-Film solch unverkrampfte und arglose Komik“, stellte Erika Richter rückblickend fest.
Das Lexikon des internationalen Films nannte Wenn du groß bist, lieber Adam „ein poetisch überhöhtes Filmmärchen“ und befand, es sei „ein zwar nicht rundum gelungener, aber ebenso dreister wie lustiger Film gegen die kleinbürgerliche Verlogenheit von Funktionären und Parteibonzen, inszenatorisch verspielt, gutartig provozierend, brillant im Dialog.“ Für Cinema war der Film eine „charmante, freche Gesellschaftskritik“.